# Allemagne au Concours Eurovision de la chanson 1977
L'Allemagne a participé au Concours Eurovision de la chanson 1977 le 7 mai à Londres. C'est la 22e participation allemande au Concours Eurovision de la chanson.
Le pays est représenté par le groupe Silver Convention et la chanson Telegram, sélectionnées en interne par la HR.

## Sélection interne
Le radiodiffuseur allemand Norddeutscher Rundfunk (NDR, « Radiodiffusion de l'Allemagne du Nord »), choisit l'artiste et la chanson en interne pour représenter l'Allemagne au Concours Eurovision de la chanson 1977.
| Artiste           | Chanson  | Traduction |
| ----------------- | -------- | ---------- |
| Silver Convention | Telegram | Télégramme |

Lors de cette sélection, c'est la chanson Telegram interprétée par Silver Convention qui fut choisie. Le chef d'orchestre sélectionné pour l'Allemagne à l'Eurovision 1977 est Ronnie Hazlehurst.

## À l'Eurovision

### Points attribués par l'Allemagne
| 12 points | France      |
| 10 points | Royaume-Uni |
| 8 points  | Belgique    |
| 7 points  | Espagne     |
| 6 points  | Monaco      |
| 5 points  | Irlande     |
| 4 points  | Grèce       |
| 3 points  | Italie      |
| 2 points  | Suède       |
| 1 point   | Portugal    |

### Points attribués à l'Allemagne
| 12 points                  | 10 points | 8 points                         | 7 points                | 6 points                    |
| -------------------------- | --------- | -------------------------------- | ----------------------- | --------------------------- |
|                            |           | - Grèce - Portugal - Royaume-Uni |                         | - Italie                    |
| 5 points                   | 4 points  | 3 points                         | 2 points                | 1 point                     |
| - Espagne - Israël - Suède |           | - Pays-Bas                       | - Autriche - Luxembourg | - France - Irlande - Monaco |

Silver Convention interprète Telegram en sixième position lors de la soirée du concours, suivant la Norvège et précédant le Luxembourg.
Au terme du vote final, l'Allemagne termine 8e sur les 18 pays participants, ayant reçu 55 points au total,.